# Campeonato de Europa de patinaje de velocidad en línea 2014
El Campeonato de Europa de patinaje de velocidad en línea de 2014 tuvo lugar del 28 de julio al 3 de agosto, disputándose en la localidad alemana de Geisingen. Fue la cuarta ocasión en la que Alemania organizó el campeonato tras las ediciones de 1990, 2005 y 2008.
Los participantes más exitosos fueron Francesca Lollobrigida en mujeres  y Bart Swings en hombres ambos con cuatro medallas de oro.

## Mujeres
| Distancia                   | Oro                                                                          | Plata                                                              | Bronce                                                           |
| Pista                       | Pista                                                                        | Pista                                                              | Pista                                                            |
| --------------------------- | ---------------------------------------------------------------------------- | ------------------------------------------------------------------ | ---------------------------------------------------------------- |
| 300 m Sprint Individual     | Erika Zanetti                                                                | Laethisia Schimek                                                  | Giulia Bongiorno                                                 |
| 500 m Sprint                | Laethisia Schimek                                                            | Erika Zanetti                                                      | Alisa Gutermuth                                                  |
| 1.000 m Sprint              | Manon Kamminga                                                               | Erika Zanetti                                                      | Mareike Thum                                                     |
| 10.000 m Puntos/Eliminación | Francesca Lollobrigida                                                       | Manon Kamminga                                                     | Clémence Halbout                                                 |
| 15.000 m Eliminación        | Francesca Lollobrigida                                                       | Clémence Halbout                                                   | Justine Halbout                                                  |
| 3.000 m Relevos             | Alemania · Laethisia Schimek · Sabine Berg · Mareike Thum · Katharina Rumpus | Países Bajos · Bianca Roosenboom · Manon Kamminga · Irene Schouten | España · Nerea Nuño · Saray Narváez · Sheila Posada              |
| Ruta                        |                                                                              |                                                                    |                                                                  |
| 200 m Sprint Individual     | Erika Zanetti                                                                | Giulia Bongiorno                                                   | Laethisia Schimek                                                |
| 500 m Sprint                | Alisa Gutermuth                                                              | Laethisia Schimek                                                  | Erika Zanetti                                                    |
| 10.000 m Puntos             | Francesca Lollobrigida                                                       | Manon Kamminga                                                     | Mareike Thum                                                     |
| 20.000 m Eliminación        | Francesca Lollobrigida                                                       | Sabine Berg                                                        | Manon Kamminga                                                   |
| 5.000 m Relevos             | Alemania · Sabine Berg · Katharina Rumpus · Alisa Gutermuth                  | Francia Clémence Halbout Justine Halbout Juliette Pouydebat        | Italia · Erika Zanetti · Francesca Lollobrigida · Andrea Trafeli |
| Larga distancia             |                                                                              |                                                                    |                                                                  |
| 42.195 m Marathon           | Manon Kamminga                                                               | Francesca Lollobrigida                                             | Katharina Rumpus                                                 |

## Hombres
| Distancia                   | Oro                                                                  | Plata                                                                          | Bronce                                                                     |
| Pista                       | Pista                                                                | Pista                                                                          | Pista                                                                      |
| --------------------------- | -------------------------------------------------------------------- | ------------------------------------------------------------------------------ | -------------------------------------------------------------------------- |
| 300 m Sprint                | Darren de Souza                                                      | Ioseba Fernández                                                               | Nicolas Pelloquin                                                          |
| 500 m Sprint                | Gwendal Le Pivert                                                    | Matthias Schwierz                                                              | Niels Provoost                                                             |
| 1.000 m Sprint              | Bart Swings                                                          | Livio Wenger                                                                   | Gwendal Le Pivert                                                          |
| 10.000 m Puntos/Eliminación | Alexis Contin                                                        | Felix Rijhnen                                                                  | Bart Swings                                                                |
| 15.000 m Eliminación        | Alexis Contin                                                        | Fabio Francolini                                                               | Lorenzo Cassioli                                                           |
| 3.000 m Relevos             | Bélgica · Maarten Swings · Niels Provoost · Tim Sibiet · Bart Swings | Alemania · Felix Rijhnen · Thimo Kießlich · Etienne Ramali · Matthias Schwierz | Países Bajos · Michel Mulder · Ronald Mulder · Mark Horsten · Luc ter Haar |
| Ruta                        |                                                                      |                                                                                |                                                                            |
| 200 m Sprint Individual     | Ioseba Fernández                                                     | Ronald Mulder                                                                  | Matthias Schwierz                                                          |
| 500 m Sprint                | Ioseba Fernández                                                     | Gwendal Le Pivert                                                              | Michel Mulder                                                              |
| 10.000 m Puntos             | Patxi Peula                                                          | Fabio Francolini                                                               | Ewen Fernandez                                                             |
| 20.000 m Eliminación        | Bart Swings                                                          | Fabio Francolini                                                               | Ewen Fernandez                                                             |
| 5.000 m Relevos             | Bélgica · Bart Swings · Tim Sibiet · Maarten Swings · Niels Provoost | Países Bajos · Ronald Mulder · Michel Mulder · Mark Horsten · Lars Scheenstra  | Portugal Ricardo Esteve Martyn Dias Diogo Marreiros                        |
| Larga distancia             |                                                                      |                                                                                |                                                                            |
| 42.195 m Marathon           | Felix Rijhnen                                                        | Guillaume de Mallevoue                                                         | Fabio Francolini                                                           |

## Medallero
| Platz | País         | Oro | Plata | Bronce | Total |
| ----- | ------------ | --- | ----- | ------ | ----- |
| 1.    | Italia       | 6   | 7     | 5      | 18    |
| 2.    | Alemania     | 5   | 6     | 6      | 17    |
| 3.    | Francia      | 4   | 4     | 6      | 14    |
| 4.    | Bélgica      | 4   | 0     | 2      | 6     |
| 5.    | España       | 3   | 1     | 1      | 5     |
| 6.    | Países Bajos | 2   | 5     | 3      | 10    |
| 7.    | Suiza        | 0   | 1     | 0      | 1     |
| 8.    | Portugal     | 0   | 0     | 1      | 1     |